# Токшики
То́кшики (рос. Токшики, чув. Токшик) — присілок у Чувашії Російської Федерації, у складі Великосундирського сільського поселення Моргауського району.
Населення — 81 особа (2010; 88 в 2002, 202 в 1979; 351 в 1939, 257 в 1926, 370 в 1906, 227 в 1858). Національний склад — чуваші, росіяни.

## Історія
Історична назва — Токшик. Утворився як виселок присілка Вомбакаси, потім як околоток присілку Корчакова Друга (нині не існує). До 1866 року селяни мали статус державних, займались землеробством, тваринництвом. 1931 року утворено колгосп «Паризька комуна». До 1920 року присілок перебував у складі Татаркасинської волості Козьмодемьянського, до 1927 року — Чебоксарського повіту. 1927 року присілок переданий до складу Татаркасинського району, 1939 року — до складу Сундирського, 1962 року — до складу Ядрінського, 1964 року — до складу Моргауського району.

## Господарство
У присілку діють стадіон, магазин.